# Edições ASA
Edições ASA (literalment en català edicions ASA) és una editorial portuguesa, nom de la qual és compost de les sigles "Américo da Silva Areal", nom d'un professor, escriptor i empresari portuguès, responsable d'haver fundat l'editorial el 1951. És molt coneguda a Portugal pels seus manuals escolars per a segona i primera ensenyança. Inicialment, però, l'editorial s'havia dedicat més a la literatura (infantil inclosa), poesia, art, arquitectura, entre d'altres. L'any 2002 l'empresa aposta per primer cop pels còmics. És una referència en publicacions de literatura portuguesa i estrangera al mateix país. Posseeix, endemés, l'un dels millors catàlegs d'Europa en l'àmbit dels còmics i és líder incontestada en el mercat portuguès. És força destacada per la seva constant publicació de llibres franco-valons.